# Mohammad Mehdi Mehdikhani
Mohamad Mehdi Mehdikhani (in persiano محمدمهدی مهدی‌خانی‎; Gilan-e Gharb, 26 luglio 1997) è un calciatore iraniano, attaccante del Persepolis.

## Caratteristiche tecniche
È un'ala destra.

## Carriera
Acquistato nel 2017 dal Padideh, ha esordito fra i professionisti il 4 agosto 2017 disputando l'incontro della massima divisione iraniana vinto 4-0 contro il Sepahan. Dal 2017 al 2019 ha giocato 39 incontri e segnato 2 reti prima di approdare in Europa, firmando con i croati del Varaždin. Ha debuttato in 1. HNL il 21 settembre 2019 in occasione dell'incontro vinto 1-0 contro la Dinamo Zagabria.

## Palmarès

### Club

#### Competizioni nazionali
- Supercoppa d'Iran: 1

Persepolis: 2020